# 保佛
保佛，是馬來西亞沙巴州内陸省保佛縣的縣治。
該鎮建於百達士河（Sungai Padas）的河岸。沿A2公路直行，距離沙巴州首府亞庇（Kota Kinabalu）97公里、丹南（Tenom）138公里、根地咬（Keningau）97.7公里、納閩聯邦直轄區（Labuan）83公里、砂拉越林夢162公里、汶萊國首都斯里巴加灣市167公里。

## 名稱
開埠於1898年的保佛雖原為在當時管理沙巴（北婆羅洲）的北婆羅洲渣打公司主席威廉·僑爾所命中之地，但是在開埠之後威廉選擇了時任北婆羅洲皇家殖民地總督的李支思特·保佛冠名此地，並沿用至今。

## 歷史
位於群山之中的保佛鎮原來只是一個無人區，也因此地時百達士河流域，所以當地土著常稱此地為「百達士」（Padas）。1898年，治理北婆羅洲的北婆罗洲渣打公司有意入駐此地，時任該司常務董事兼主席的威廉·僑爾命中此地，以為文萊灣的港口建立一座火車站作爲中轉站，將當地錫礦和樹溶集結再轉運出口。
在保佛開埠之後，當地被分爲兩個主要區域，東區連接首府亞庇和丹南；西區則負責木郊（Bukau）和威士敦（Weston），再前往附近的港口。當時的保佛縣還一並包括並管理瓜拉班尤、王麻骨（Membakut）、孟努卜（Menumbok）和吉連士（Klias）。

## 建築
在當時由於百達士河汎濫期的水位可以上升至街場商貿區，届時街場可謂汪洋一片。當地人爲了應對水災的隱患，因而會騰空建築地板，造就了保佛當地的「浮脚樓」特色店屋。
1. ↑  . 诗华日报online. 2020年6月5日.